# Optogenetik
Die Optogenetik ist eine biologische Technologie, um zelluläre Aktivität mit Licht kontrollieren zu können. Dazu werden Fremdgene in die Zielzellen eingeschleust, die zur Expression lichtempfindlicher Ionenkanäle, Transporter oder Enzyme führen. Im weiteren Sinne werden auch fluoreszierende Proteine zu den optogenetischen Werkzeugen gerechnet, die es erlauben, zelluläre Aktivität mit Licht zu messen. Die optogenetische Kontrolle der Aktivität von Nervenzellen hat bereits zu zahlreichen neuen Erkenntnissen über die Funktion neuronaler Schaltkreise geführt.

## Geschichte und Protagonisten
Grundlage für diese Forschungsrichtung war die Entdeckung von Rhodopsin in Bakterien (Bacteriorhodopsin) Anfang der 1970er Jahre durch Dieter Oesterhelt, der 2021 dafür von der Lasker Foundation einen Preis bekam.
Als führende Entwickler des Forschungszweiges der Optogenetik gelten Karl Deisseroth und seine ehemaligen Mitarbeiter Edward Boyden und Feng Zhang. Der entscheidende Durchbruch gelang durch die Entdeckung, dass sich lichtgesteuerte Kanäle aus einer Alge in Zellen anderer Organismen einbauen lassen und diese dadurch lichtempfindlich machen. Georg Nagel und Peter Hegemann veröffentlichten diese Entdeckung 2002 und 2003 und schickten ihr fluoreszenzmarkiertes genetisches Werkzeug an die Arbeitsgruppen von Karl Deisseroth, Roger Tsien und Alexander Gottschalk. Zu den Wegbereitern der Optogenetik avant la lettre werden auch Gero Miesenböck und Boris Zemelman mit ihren Forschungen aus den Jahren 2002 und 2003 gerechnet. Die Optogenetik wurde von der Zeitschrift Nature Methods zur Methode des Jahres 2010 gekürt. Die Pioniere der Optogenetik wurden 2013 mit dem Brain Prize ausgezeichnet.
2020 wurde der Mediziner Botond Roska für seine Forschung auf dem Gebiet der Optogenetik mit dem Körber-Preis ausgezeichnet. Er untersucht, wie geschädigte Netzhäute mit Gentherapie geheilt werden können. 2021 gelang es einem internationalen Forschungsteam erstmals, einem durch Retinitis pigmentosa erblindeten 58-jährigen Patienten mit einer optogenetischen Therapie partiell das Sehen wieder zu ermöglichen.

## Beschreibung
Es handelt sich bei dieser Technologie um eine Kombination von Methoden der Optik und der Genetik, mit dem Ziel, bestimmte funktionelle Ereignisse in spezifischen Zellen oder lebenden Geweben an- (gain-of-function) oder abzuschalten (loss-of-function). Hierbei werden lichtempfindliche Proteine auf gentechnischem Wege durch Manipulation der codierenden DNA (d. h. des entsprechenden Gens) verändert und anschließend in bestimmte Zielzellen bzw. -gewebe eingebracht. Unter Lichteinfluss ist es anschließend möglich, das Verhalten der in dieser Weise modifizierten Zellen zu kontrollieren.
Die Optogenetik erlaubt also eine gezielte und überaus schnelle (Millisekundenbereich) Kontrolle von exakt definierten Ereignissen in komplexen biologischen Systemen. Möglich werden hierdurch Untersuchungen auf Proteinebene (Anwendungen in der Molekularbiologie), auf Ebene von einzelnen Zellen (Zellbiologie) und definierten Geweben (Histologie) oder sogar auf Ebene von sich frei bewegenden Säugetieren (Verhaltensbiologie).
Die von der Wissenschaftszeitschrift Nature Methods zur „Methode des Jahres 2010“ erkorene Technologie wird in Tiermodellen für Parkinson und Epilepsie erprobt.
Optogenetische Verfahren werden heute schon genutzt, um unterschiedliche intrazelluläre Prozesse, wie z. B. die Lokalisation von Proteinen in bestimmten Regionen der Zelle oder die Produktion spezifischer Moleküle wie Second Messenger (sekundäre Botenstoffe), zu erforschen bzw. zu kontrollieren. Durch diese gezielte Modifizierung der zellulären Signalkaskaden erfährt die Zellbiologie derzeit einen Erkenntniszuwachs über intrazelluläre Abläufe, wie er noch vor einigen Jahren kaum vorstellbar war. Auch in der Neurobiologie, wo das Verfahren erstmals entwickelt wurde, ermöglicht es bislang undenkbar detaillierte Einblicke in die Arbeitsweise des Nervensystems und des Gehirns.

## Channelrhodopsin als Beispiel für einen optogenetischen Schalter

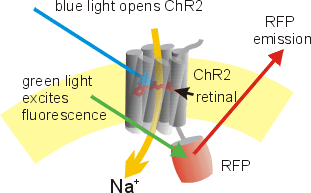
Schematische Darstellung eines ChR2-RFP-Fusions-Proteins. RFP ist eine rot leuchtende Variante des Grün fluoreszierenden Proteins (GFP).

Ein Beispiel, wie die Optogenetik auf molekularer Ebene eingesetzt wird, ist die Verwendung einer genetisch modifizierten Form des Channelrhodopsins (ChR2) als „Schalter“-Molekül. Channelrhodopsine sind von Natur aus eigenständige, lichtgesteuerte Ionenkanäle. Sie sind trotz struktureller Verwandtheit keine so genannten G-Protein-gekoppelten Rezeptoren. Es ist nun möglich, das in den Intrazellularraum hineinreichende C-terminale Ende des ChR2-Proteins zu ersetzen oder zu verändern (modifizieren), ohne dass die Funktion des Proteins als Ionenkanal beeinträchtigt wird. Die genetisch modifizierten Fusions-Proteine können anschließend mit Hilfe einer Reihe von Transfektionstechniken (virale Transfektion, Elektroporation, Genkanone) in erregbaren Zellen wie Neuronen eingebracht und dort zur Expression (Produktion) gebracht werden. Vitamin A, die Vorstufe des lichtabsorbierenden Chromophors Retinal, ist in Wirbeltier-Zellen meist schon vorhanden, so dass sich erregbare Zellen, die ein Channelrhodopsin exprimieren, durch Beleuchtung einfach depolarisieren lassen. Dies erlaubt wiederum den Einsatz von modifizierten Channelrhodopsinen, beispielsweise für Anwendungen wie die Photostimulation von Neuronen. Das blauempfindliche ChR2 in Kombination mit der durch Gelblicht-aktivierbaren Chlorid-Pumpe Halorhodopsin erlauben das An- und Abschalten der neuronalen Aktivität innerhalb von Millisekunden.
Wird ChR2 mit einem Fluoreszenzlabel markiert, können durch Licht angeregte Axone und Synapsen im intakten Gehirngewebe identifiziert werden. Diese Technik lässt sich zur Aufklärung der molekularen Ereignisse während der Induktion synaptischer Plastizität einsetzen. Mit Hilfe von ChR2 wurden weitreichende neuronale Bahnen im Gehirn kartiert. Dass sich das Verhalten transgener Tiere, die ChR2 in einem Anteil ihrer Neuronen exprimieren, durch intensive Beleuchtung mit Blaulicht berührungslos kontrollieren lässt, wurde bereits für Nematoden, Taufliegen, Zebrafische und Mäuse gezeigt. Eine überraschende Entdeckung war, dass sich durch gezielte Mutationen die Ionenselektivität von ChR2 von Kationen (Na+, K+) auf Anionen (Cl−) umstellen lässt. Anionen-leitende Channelrhodopsine werden verwendet, um neuronale Aktivität mit Licht zu unterdrücken.